# Puig d'Arques
El Puig d'Arques és una muntanya de 532 metres al massís de les Gavarres, entre les poblacions de Cruïlles, Romanyà de la Selva i Sant Sadurní de l'Heura, a la comarca catalana del Baix Empordà. Al cim hi ha un vèrtex geodèsic (referència 309102001). És conegut a la zona com a Puig Gavarra. Era considerat el sostre comarcal del Baix Empordà, fins que l'institut Cartogràfic i Geològic de Catalunya va considerar com a més alt el veí Puig d'Aiguabona, amb 533 metres. No cal confondre's amb el mirador de Puig d'Arques, que està situat més a llevant, amb 527 metres.
Aquest cim està inclòs al llistat dels 100 cims de la FEEC.